# 阿永
阿永（法語：Ailhon，法語發音：[ajɔ̃]）是法国阿尔代什省的一个市镇，属于拉让蒂耶尔区。

## 地理
阿永（44°35'53"N, 4°20'31"E）面积7.8 平方千米，位于法国奥弗涅-罗讷-阿尔卑斯大区阿尔代什省，该省份为法国东南部内陆省份，北起顺时针与卢瓦尔省、伊泽尔省、德龙省、沃克吕兹省、加尔省、洛泽尔省和上盧瓦爾省接壤。
与阿永接壤的市镇（或旧市镇、城区）包括：沙西耶、沙佐、丰镇、拉沙佩勒苏索布纳、朗蒂耶尔、梅尔屈埃、普拉德、圣艾蒂安德丰贝隆、圣塞尔南、维讷扎克。
阿永的时区为UTC+01:00、UTC+02:00（夏令时）。

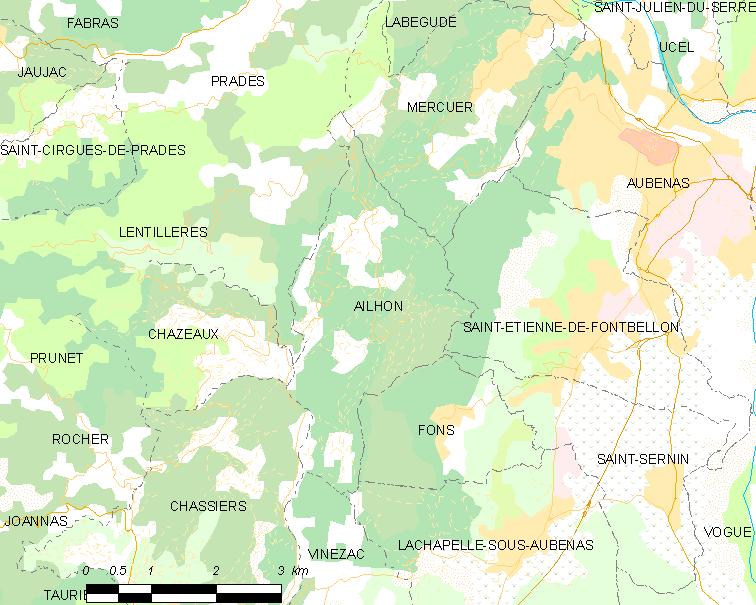
阿永的OSM定位图

## 行政
阿永的邮政编码为07200，INSEE市镇编码为07002。

## 政治
阿永所属的省级选区为欧布纳第二县。

## 人口

1962-2008年间阿永人口变化图示

阿永于2022年1月1日时的人口数量为553人。